# 결탁
결탁(決度, 산스크리트어: saṃtīraṇa)의 한자어 문자 그대로의 뜻은 '판단하고[決] 헤아린다[度]'인데, 불교에서는 '확인 판단'의 뜻의 용어로 사용되고 있어, 한자어 문자 그대로의 뜻과는 차이가 있다. 《구사론》에 따르면 결탁(決度: 확인 판단)은 심려(審慮: 심사숙고)와 함께, 정견(正見: 바른 견해)이건 악견(惡見: 잘못된 견해)이건 모든 견(見: 견해)의 마음작용의 본질[性] 또는 공능(功能)을 이룬다. 보다 정확히는, "심려한 후 결탁하는 것을 견(見: 견해)이라 이름한다[審慮為先決度名見]"고 《구사론》에서는 말하고 있다.
그리고, 6식(六識) 중 전5식은 '심려한 후 결탁하는 능력', 즉 견(見)의 능력을 지니고 있지 않으며 이 능력은 6식 중에서 오직 제6의식만이 가지고 있다고 말하여, 전5식과 제6의식을 분별하고 있다. 정확히 말하자면, 세친은 《구사론》에서 '5식은 견(見)의 능력을 지니고 있지 않으며 제6의식만이 견(見)의 능력을 지니고 있다'는 식으로 표현하고 있지 않은데, 이런 표현은 마음과 마음작용의 이론, 즉 심 · 심소(心 · 心所) 이론에 어긋나는 표현이기 때문이다. 세친은 다음과 같이 표현하고 있다.
何故世間正見唯意識相應。以五識俱生慧不能決度故。
審慮為先決度名見。五識俱慧無如是能。以無分別是故非見。

어떠한 이유에서 세간정견(世間正見)은 오로지 의식(意識, 즉 제6의식)과 상응(相應)하는 것이라고 한 것인가? 5식(五識)과 구생(俱生, 함께 일어남)하는 혜(慧)는 능히 결탁(決度)하지 않기 때문이다.

'심려한 후 결탁하는 것[審慮為先決度]'을 일컬어 견(見)이라고 한다. 그런데 5식과 구생[俱, 함께 일어남]하는 혜(慧)는 이와 같은 공능[能]이 없으니, 무분별(無分別)이기 때문이다. 그렇기 때문에 [5식과 상응하는 혜는] 견(見)이 아니라고 할 수 있다.
— 《구사론》, 제2권. 한문본 & 한글본

말하자면, 세친은 5식(즉, 안식 · 이식 · 비식 · 설식 · 신식의 감각 또는 지각)과 함께 일어나는 혜라는 심소(마음작용)는 무분별이기 때문에 이 혜에는 심려하고 결탁하는 능력이 없고 따라서 이 혜를 견이라고 칭할 수 없는 반면, 제6의식과 함께 일어나는 혜는 심려한 후 결탁하는 능력이 있으므로 이 혜를 견이라고 칭할 수 있다고 표현하고 있다. 즉, 5식 자체 또는 제6의식 자체를 두고 견의 능력이 없다 혹은 있다는 형태로 표현하는 것이 아니라 5식과 상응하는 혜와 제6의식과 상응하는 혜를 두고 견의 능력이 없다 혹은 있다는 형태로 표현하고 있다.
또한 '심려한 후 결탁하는 것[審慮為先決度]'을 다른 말로는 추탁(推度: 추리 판단, 추리하여 판단함) 또는 추구탁(推求度: 추리하고 탐구하여 판단함)이라고도 한다. 추탁의 일반 사전적인 의미는 '추측하다, 미루어 짐작하다 헤아리다'인데, 불교 용어로서의 추탁의 의미와는 다소 차이가 있다.
한편, 부파불교와 대승불교에서는 모두 견(見: 견해)이 혜(慧: 판단, 지혜)의 특수한 경우, 즉 따로 명칭을 붙일만한 일부인 것으로 본다. 즉, 혜(慧)가 더 광범위한 개념인 것으로 본다.

## 참고 문헌
- 곽철환 (2003). 《시공 불교사전》. 시공사 / 네이버 지식백과. |title=에 외부 링크가 있음 (도움말)
- 미륵 지음, 현장 한역, 강명희 번역 (K.614, T.1579). 《유가사지론》. 한글대장경 검색시스템 - 전자불전연구소 / 동국역경원. K.570(15-465), T.1579(30-279). |title=에 외부 링크가 있음 (도움말)
- 세친 지음, 현장 한역, 권오민 번역 (K.955, T.1558). 《아비달마구사론》. 한글대장경 검색시스템 - 전자불전연구소 / 동국역경원. K.955(27-453), T.1558(29-1). |title=에 외부 링크가 있음 (도움말)
- 호법 등 지음, 현장 한역, 김묘주 번역 (K.614, T.1585). 《성유식론》. 한글대장경 검색시스템 - 전자불전연구소 / 동국역경원. K.614(17-510), T.1585(31-1). |title=에 외부 링크가 있음 (도움말)
- 세친 지음, 현장 한역, 송성수 번역 (K.618, T.1612). 《대승오온론》. 한글대장경 검색시스템 - 전자불전연구소 / 동국역경원. K.618(17-637), T.1612(31-848). |title=에 외부 링크가 있음 (도움말)
- 운허.  동국역경원 편집, 편집. 《불교 사전》. |title=에 외부 링크가 있음 (도움말)
- (영어) DDB. 《Digital Dictionary of Buddhism (電子佛教辭典)》. Edited by A. Charles Muller. |title=에 외부 링크가 있음 (도움말)
- (중국어) 미륵 조, 현장 한역 (T.1579). 《유가사지론(瑜伽師地論)》. 대정신수대장경. T30, No. 1579. CBETA. |title=에 외부 링크가 있음 (도움말)
- (중국어) 佛門網. 《佛學辭典(불학사전)》. |title=에 외부 링크가 있음 (도움말)
- (중국어) 星雲. 《佛光大辭典(불광대사전)》 3판. |title=에 외부 링크가 있음 (도움말)
- (중국어) 세친 조, 현장 한역 (T.1612). 《대승오온론(大乘五蘊論)》. 대정신수대장경. T31, No. 1612, CBETA. |title=에 외부 링크가 있음 (도움말)
- (중국어) 세친 조, 현장 한역 (T.1558). 《아비달마구사론(阿毘達磨俱舍論)》. 대정신수대장경. T29, No. 1558, CBETA. |title=에 외부 링크가 있음 (도움말)
- (중국어) 호법 등 지음, 현장 한역 (T.1585). 《성유식론(成唯識論)》. 대정신수대장경. T31, No. 1585, CBETA. |title=에 외부 링크가 있음 (도움말)